# 臺灣臺北地方法院

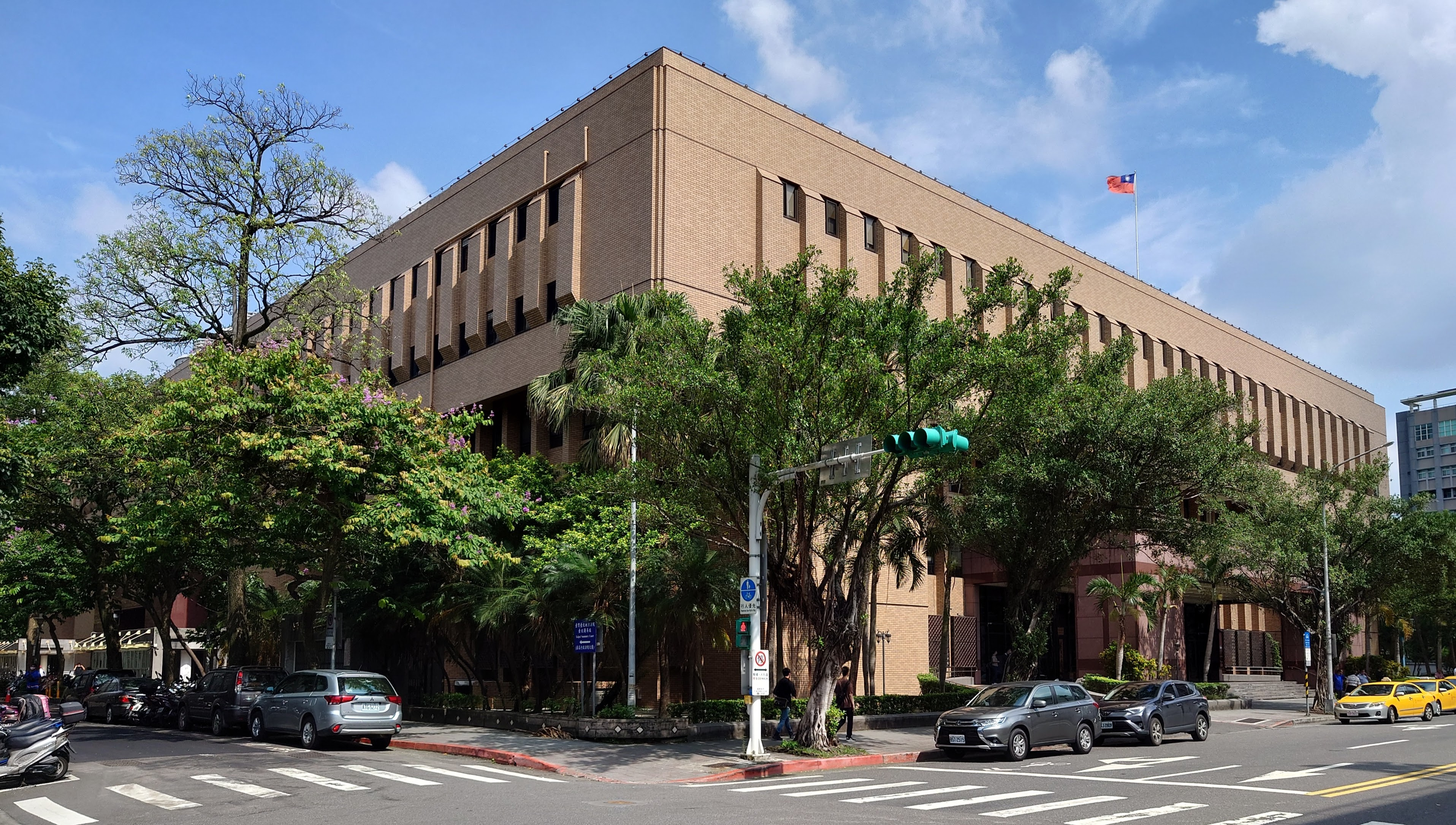
院本部與臺北地檢署共用司法新廈南側

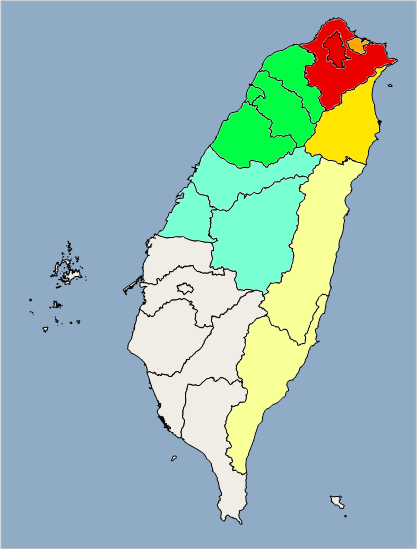
臺北地方法院院管轄區域變動圖
■■　　　1896年7月~1898年7月
■■■■　1898年7月~1904年3月
■■■■■1904年3月~1909年10月
■■■■■1909年10月~1938年5月
■■■■　1938年5月~1946年1月
■■■　　1946年1月~1947年2月
■■　　　1947年3月~1950年11月
■　　　　1950年12月~1990年4月
註1：日治前期行政區劃不包括番地，此外可能亦與現今略有出入，僅供參考。
註2：本圖將分院算入本院轄區。
註3：1990年4月後因與縣市界不符，茲略。

臺灣臺北地方法院，是中華民國的地方法院之一，屬於普通法院，一般被簡稱為臺北地方法院或臺北地院，法界人士通常更會簡稱為北院，與同在大臺北地區的新北地方法院、士林地方法院合稱北三院。

## 沿革

### 臺灣日治時期

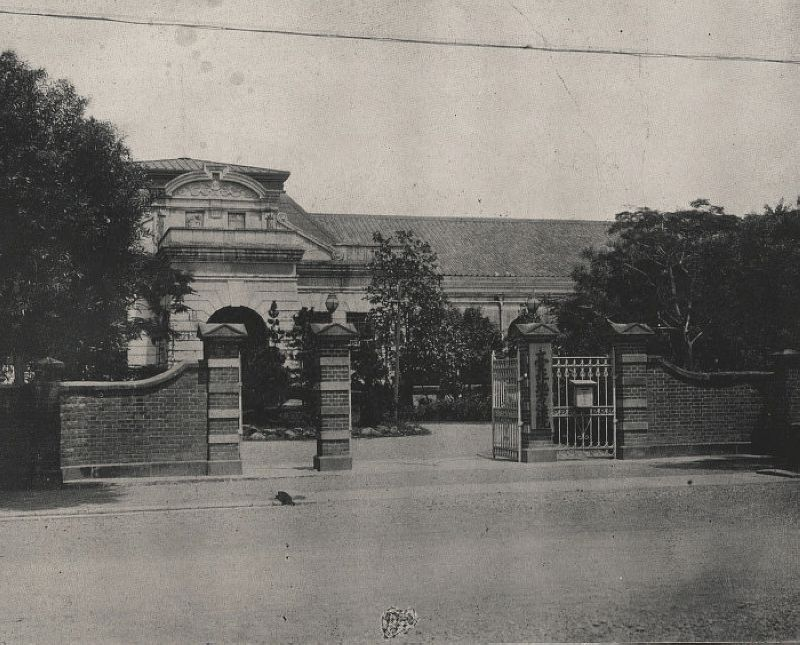
日治時期臺北地方法院

今日臺北地方法院的前身可追溯至日治時期。1895年日本領有臺灣，其後不久開始著手將西方司法制度引入臺灣。臺灣總督府於同年10月7日以軍事命令發布「臺灣總督府法院職制」，設臺灣總督府法院一座於臺北，並於臺灣各地置支部共11個。由於依該職制，臺灣的審判層級一審即為終審，因此管轄當時臺北縣直轄地及基隆、淡水各支廳之民事刑事案件的臺灣總督府法院或可視為臺北地方法院的濫觴。
1896年，總督桂太郎廢止軍政，改行民政，發布律令第一號「臺灣總督府法院條例」，採三級三審制，於臺灣各地普設地方法院13座，本院是其一。臺北地方法院即於該年7月15日依該條例成立，因當時無適當之辦公處所，故以臺北縣廳內的一棟做為院舍。
本院當時亦兼理基隆、淡水二地之司法事務，因此管轄區似與軍政時期的臺灣總督府法院同。其時又規定，除管轄上開約當今大臺北地區的司法案件外，亦有權管轄當時三縣一廳中的臺北縣及臺中縣（總合約當今臺灣西部彰化縣以北及宜蘭縣）內的涉外事件。
值得一提的是，由於日本統治之初實行軍政，不願以「裁判所」此一日本本土審判機關之名稱呼軍事法庭，因此上開命令創設「法院」一詞代之，並沿用至日治終了，因此臺灣審判機關意外的早就以「法院」為名。
1898年7月19日總督府改正「臺灣總督府法院條例」後，廢止高等法院，改採二級二審制，全臺地方法院僅餘本院及臺中地方法院、臺南地方法院三座，原依「臺灣總督府法院條例」成立的宜蘭地方法院及新竹地方法院縮併入本院為出張所。
1904年3月後一度亦將臺中地方法院併入本院為出張所，惟旋於1909年10月恢復該院。同一時間花蓮港廳（今花蓮縣）及臺東廳（今臺東縣）自亦臺南地方法院改歸本院管轄。
1921年3月，於田健治郎總督在任時，日本政府以本院就在中國南部福建省、廣東省及雲南省之日本領事裁判案件有公判之特權，亦即當時本院相當於該等領事裁判之上級審法院。
本院於日治初期轄區遼闊，可能在1900年代時即包括今臺北市、新北市、基隆市、桃園市、新竹縣、新竹市、苗栗縣、宜蘭縣、花蓮縣及臺東縣等地區，由於範圍廣大，因此分設臺北地方法院本院與新竹支部、宜蘭支部、花蓮港支部。
1934年，遷入已完工的臺灣總督府高等法院（即今司法大廈）辦公，其地位於文武町六丁目。
1938年5月4日，新竹支部升格為新竹地方法院，當時的新竹州（即今桃園市、新竹縣、新竹市、苗栗縣四縣市）部分改隸新成立的新竹地方法院管轄。

### 臺灣戰後時期
1945年，二次大戰結束，國府接收臺灣，並在同年11月1日正式將法院之全稱改為今名臺灣臺北地方法院。
1946年1月10日，將花蓮港支部升格為臺灣花蓮港地方法院，今花蓮縣及臺東縣地區改隸新成立的法院管轄。
1947年3月1日，已改名為宜蘭分院的宜蘭支部升格為臺灣宜蘭地方法院，宜蘭縣改隸新成立的法院管轄。
1950年12月1日，基隆市亦改隸新成立的臺灣基隆地方法院管轄。
1981年2月16日，由於轄區人口眾多，劃出臺北縣（今新北市）西半部地區成立板橋分院。
1984年8月1日，再劃出臺北市東、北部及臺北縣北半部成立士林分院。
1985年，因司法大廈擁擠，遷入新建的司法新廈辦公，即現址所在地。
1990年4月2日，板橋分院升格為臺灣板橋地方法院（今臺灣新北地方法院）。
1995年7月1日，士林分院升格為臺灣士林地方法院。
1998年7月1日，因臺北縣瑞芳鎮、雙溪鄉、平溪鄉及貢寮鄉（今新北市瑞芳區、雙溪區、平溪區、貢寮區）距本院院址遙遠，為免當事人長途跋涉，於是改隸屬基隆地方法院至今。

## 管轄範圍變更歷史
1896年 7月~1898年 7月：
今基隆市、臺北市、新北市
1898年 7月~1904年 3月：
今基隆市、臺北市、新北市、桃園市、新竹縣、新竹市、苗栗縣、宜蘭縣
1904年 3月~1909年10月：
今基隆市、臺北市、新北市、桃園市、新竹縣、新竹市、苗栗縣、宜蘭縣、臺中市、彰化縣、南投縣
1909年10月~1938年 5月：
今基隆市、臺北市、新北市、桃園市、新竹縣、新竹市、苗栗縣、宜蘭縣、花蓮縣、臺東縣
1938年 5月~1946年 1月：
今基隆市、臺北市、新北市、宜蘭縣、花蓮縣、臺東縣
1946年 1月~1947年 2月：
今基隆市、臺北市、新北市、宜蘭縣
1947年 3月~1950年11月：
今基隆市、臺北市、新北市
1950年12月~1990年 4月：
今臺北市、新北市
1990年 4月~1995年 6月：
今臺北市、新北市新店區、深坑區、石碇區、坪林區、烏來區、雙溪區、平溪區、貢寮區、瑞芳區、八里區、淡水區、三芝區、石門區、金山區、萬里區、汐止區
1995年 7月~1998年 6月：
今臺北市中山區、大安區、松山區、信義區、中正區、萬華區、文山區，新北市新店區、石碇區、深坑區、坪林區、烏來區、雙溪區、平溪區、貢寮區、瑞芳區
1998年 7月至今：
今臺北市中山區、大安區、松山區、信義區、中正區、萬華區、文山區，新北市新店區、石碇區、深坑區、坪林區、烏來區

## 歷任院長
| 任別 | 姓名   | 任期                       |
| 院長 | 院長   | 院長                       |
| ---- | ------ | -------------------------- |
| 1    | 廖嵃   | 34年11月1日～37年10月11日  |
| 2    | 涂懷楷 | 37年10月12日～40年11月30日 |
| 3    | 梁恒昌 | 40年12月1日～41年12月29日  |
| 4    | 趙執中 | 41年12月30日～46年10月17日 |
| 5    | 王明焱 | 46年10月18日～47年1月22日  |
| 6    | 陳宗皋 | 47年1月23日～52年2月17日   |
| 7    | 曹偉修 | 52年2月18日～59年8月7日    |
| 8    | 焦沛樹 | 59年8月8日～61年7月31日    |
| 9    | 褚劍鴻 | 61年8月1日～67年9月25日    |
| 10   | 羅萃儒 | 67年9月26日～70年3月22日   |
| 11   | 吳樹立 | 70年3月23日～76年5月18日   |
| 12   | 柴啟宸 | 76年5月19日～79年9月16日   |
| 13   | 林明德 | 79年9月17日～82年2月28日   |
| 14   | 胡致中 | 82年3月1日～85年2月2日     |
| 15   | 楊仁壽 | 85年2月3日～85年12月5日    |
| 16   | 劉瑞村 | 85年12月6日～86年12月19日  |
| 17   | 陳義雄 | 86年12月20日～88年.11月4日 |
| 18   | 黃文圝 | 88年11月5日～90年11月4日   |
| 19   | 林錦芳 | 90年11月5日～96年11月4日   |
| 20   | 楊隆順 | 96年11月5日～99年6月28日   |
| 21   | 吳水木 | 99年6月29日～105年6月27日  |
| 22   | 洪兆隆 | 105年6月28日~107年1月16日  |
| 23   | 黃國忠 | 107年1月16日~112年12月17日 |
| 24   | 王梅英 | 112年12月18日~113年12月1日 |

## 管轄區域

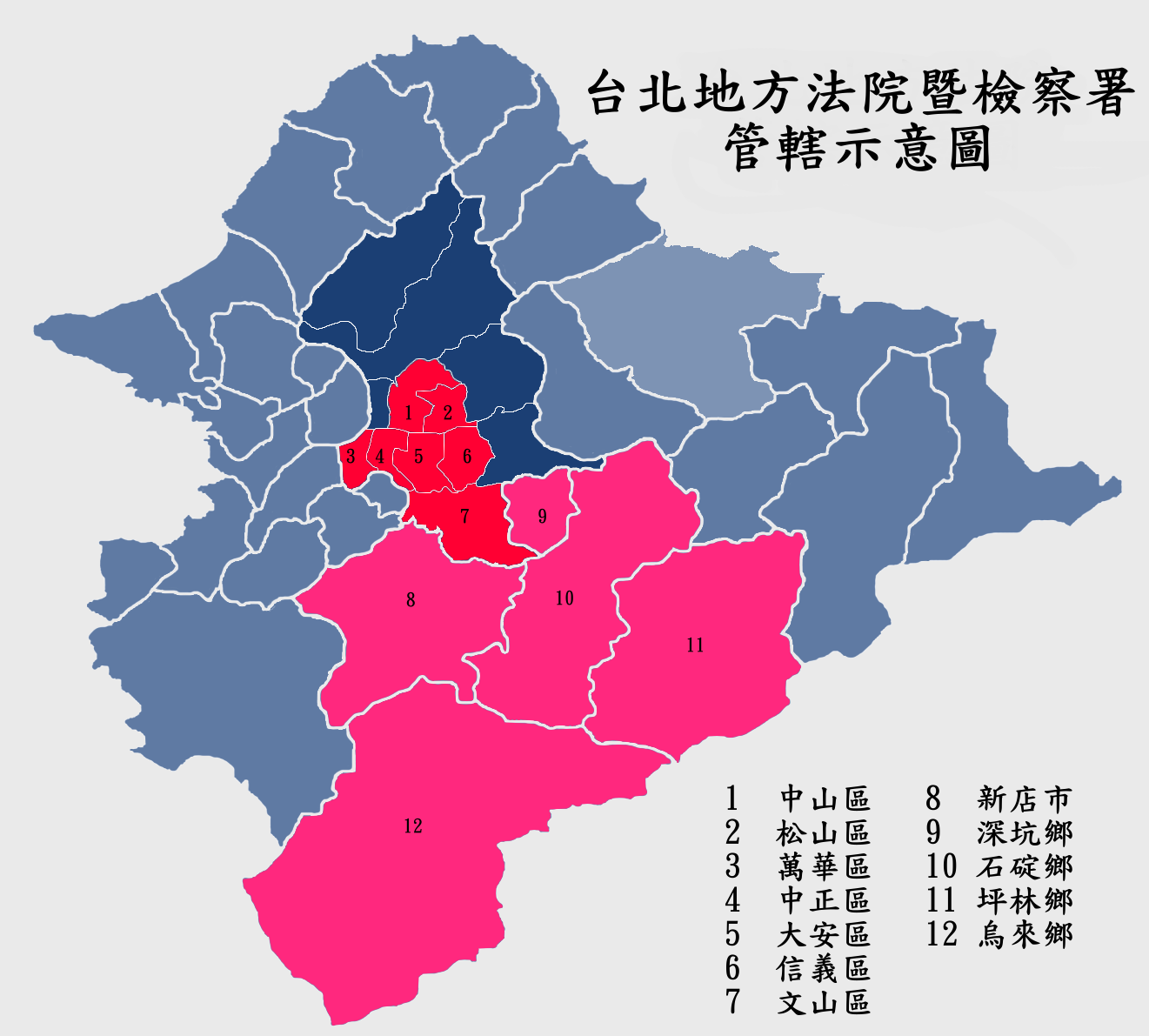
本圖為大臺北地區行政區圖；紅色及桃紅色分別為本院在臺北市、新北市境內管轄區

| 庭區       | 管轄區域                                                                                   | 備註                                                                 |
| ---------- | ------------------------------------------------------------------------------------------ | -------------------------------------------------------------------- |
| 臺北簡易庭 | 臺北市中正區 臺北市萬華區 臺北市大安區 臺北市中山區 臺北市松山區 臺北市信義區 臺北市文山區 | 簡易庭受理第一審民、刑事訴訟簡易事件及違反社會秩序維護法案件之審理。 |
| 新店簡易庭 | 新北市新店區 新北市坪林區 新北市石碇區 新北市烏來區 新北市深坑區                           | 簡易庭受理第一審民、刑事訴訟簡易事件及違反社會秩序維護法案件之審理。 |

## 單位組織

### 本院
- 院長
- 行政庭長暨公共關係室發言人

- 民事庭
- 刑事庭
- 家事法庭
- 少年法庭
- 臺北簡易庭
- 新店簡易庭
- 民事執行處
- 公設辯護人室
- 司法事務官室
- 調查保護室
- 公證處
- 提存所
- 登記處
- 書記處
  - 民事紀錄科
    - 通譯室

  - 刑事紀錄科
    - 通譯室
    - 通緝資料室

  - 家事紀錄科
  - 少年紀錄科
  - 行政訴訟紀錄科
  - 臺北簡易庭紀錄科
  - 新店簡易庭紀錄科
  - 非訟事件處理中心
  - 民事執行紀錄科
  - 文書科
    - 閱卷室
    - 收發室
    - 監印室
    - 法院文件掃描中心

  - 研究考核科
  - 總務科
    - 贓物庫
    - 物品庫
    - 出納室
    - 收費處
    - 司機室

  - 資料科
    - 法官研究室
    - 檔卷室

  - 訴訟輔導科
  - 法警室
  - 法官助理室
- 政風室
- 資訊室
- 人事室
- 會計室
- 統計室

## 特色
本院轄區人口為1,861,503人（2021年8月），是中華民國所轄人口第5多的地方法院。
本院位於臺北市的博愛特區內，與最高行政法院、臺北地檢署及法務部等司法、法務機關比鄰。
由於本院管轄區域涵蓋臺灣首善之區，是諸多中央機關及公司行號的所在地，且大部分涉外契約的管轄地也會約定在本院，故本院的案件乃全臺灣最繁雜者。
也因為諸多中央機關及重要組織所在地係在本院轄區，大部分社會矚目案件即受本院管轄，因此本院門口時常可見到SNG車及媒體記者；另外包括政治人物或柯賜海等知名人物，亦常將於本院前的造勢或抗議活動當成吸引媒體的方法。甚至本院有時本身也會成為媒體事件主角，如2006年7月間因趙建銘聲請羈押案開庭所爆發的法警與媒體衝突事件即為一例。

## 搬遷
1934-1967年12月，臺北地方法院於司法大廈內辦公。
1967年搬遷至現臺灣高等法院刑事庭大廈辦公。
1985年臺北地方法院搬遷至司法新廈至今。
因目前博愛路的司法新廈建築不敷使用，已規劃於臺北市中正區華山行六用地興建華山司法園區，其中包含臺北地方法院。

## 審理之重大案件
- 黃效先殺人案
- 武漢大旅社命案
- 華定國軾母案
- 七彩藝苑命案
- 江子翠分屍案
- 蓬萊島案
- 江南案
- 十信案
- 合江街分屍命案
- 劉煥榮連續殺人案
- 楊雙伍連續殺人案
- 健康幼稚園火燒車事件（部分被告）
- 虎林街滅門血案
- 臺北麥當勞爆炸事件
- 邱東溪、孟南洋、王炎超集團連續強盜強姦案
- 周人蔘電玩弊案
- 拉法葉艦採購弊案
- 管鐘演連續殺人案
- 白米炸彈案
- 腳尾飯事件
- 台灣土地開發公司內線交易案
- 首長特別費事件
- 中信金控投資兆豐金控內線交易案
- 力霸集團弊案
- 國立臺北大學特定區徵收弊案
- 前第一家庭五項弊案（洗錢案、國務機要費案、龍潭購地案、南港展覽館案、二次金改案）
- 前總統陳水扁侵佔機密外交款案
- 前總統李登輝國安密帳案
- 前立法委員李慶安隱匿雙重國籍詐領薪資案
- 茉樹代等毆打計程車司機事件
- 林益世貪汙索賄案
- 立法院院長王金平確認國民黨籍存在假處分案
- 最高法院檢察署檢察總長黃世銘違反洩密案
- 香港租霸曾麗雲、邱曉彤偽造文書、竊盜、侵占案
- ATT 4 FUN臺北夜店殺警案
- 李宗瑞性侵案
- 太陽花學運事件
- 張彥文殺人案
- 華山分屍案
- 第一銀行盜領案
- 新店隨機殺人案
- 遠雄案
- 立委貪瀆案
- 前總統馬英九涉犯洩密案、三中案
- 高虹安詐領助理費案
- 朱學恆強制猥褻案

## 位置
| 名稱                   | 地址                                | 電話          |
| ---------------------- | ----------------------------------- | ------------- |
| 臺北地方法院院本部     | 10048臺北市中正區博愛路131號        | (02)2314-6871 |
| 臺北地方法院臺北簡易庭 | 100臺北市中正區重慶南路一段126巷1號 | (02)2314-3050 |
| 臺北地方法院新店簡易庭 | 23146新北市新店區中興路一段248號    | (02)8919-3866 |

## 交通

### 台北捷運
臺灣臺北地方法院
 松山新店線小南門站
新店辦公大樓
 松山新店線新店區公所站（區公所旁行政街走到底，步行約六分鐘）

### 公車
臺灣臺北地方法院
北一女中站 (243 、 262 、 304 、 627 、指南客運２紅藍 ) 
臺北法院站 (38 、 252 、 268 、 304 、 604 、 644)
新店辦公大樓
五峰國中站－ 臺北客運：8 福和客運：綠3、647 大南客運：綠9
新店區公所站－ 臺北客運：棕7、綠1 
新店客運：綠5、6、7、8、10、642、643、648、650、849、923、930
指南客運：905、918 
福和客運：1551
大南客運：839
新店中華路站－新店客運：909、綠13

### 引用
1. ↑  歷任院長 （页面存档备份，存于）.臺灣臺北地方法院.2023-12-18
2. ↑  現任院長 （页面存档备份，存于）.臺灣臺北地方法院.2023-12-18
3. ↑  本院管轄 （页面存档备份，存于）.臺灣臺北地方法院.2021-04-22
4. ↑  本院組織 （页面存档备份，存于）.臺灣臺北地方法院.2021-04-22
5. ↑  位置交通 （页面存档备份，存于）.臺灣臺北地方法院.2021-04-22

## 外部連結
- 臺北地方法院 （页面存档备份，存于）（繁體中文）（英文）
- YouTube上的臺灣臺北地方法院頻道
- 法院組織法 （页面存档备份，存于）.全國法規資料庫.民國 108 年 01 月 04 日